# James Martin (scheikundige)

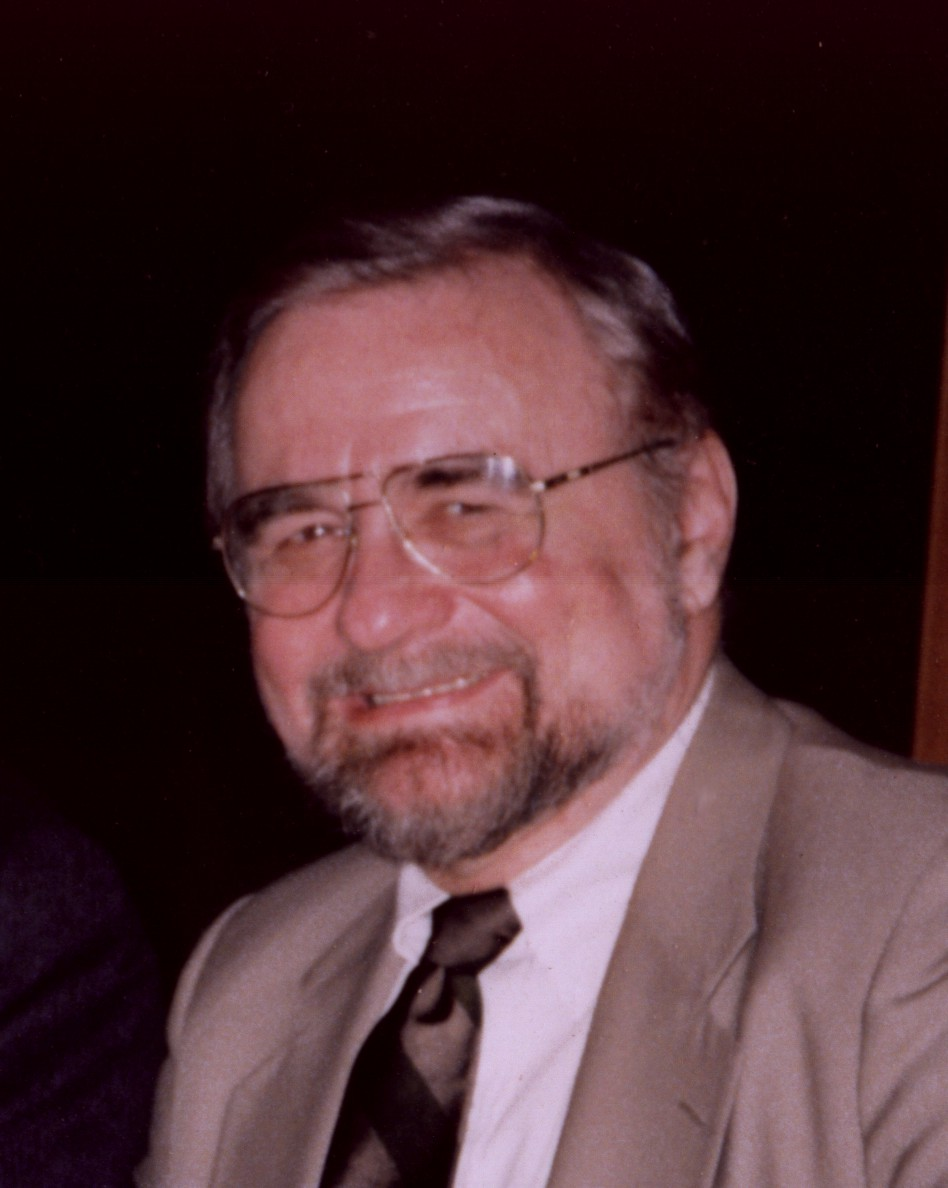
Martin in 1991

James Cullen Martin (Dover, Tennessee, 14 januari 1928 -  Tampa, Florida, 20 april 1999) was een Amerikaans chemicus. Samen met Daniel Benjamin Dess ontdekte hij een tegenwoordig veel gebruikt hypervalent joodreagens, Dess-Martin-perjodinaan, dat ingezet wordt bij oxidaties in de organische synthese.